# Cvrčići
Cvrčići (en serbe cyrillique : Цврчићи) est un village de Bosnie-Herzégovine. Il est situé sur le territoire de la ville d'Istočno Sarajevo, dans la municipalité de Sokolac et dans la république serbe de Bosnie. Selon les premiers résultats du recensement bosnien de 2013, il compte 13 habitants.

## Géographie
Le village est situé au bord de la Kaljina, un affluent de la Bioštica.

## Démographie

### Évolution historique de la population dans la localité
| 1948 | 1953 | 1961 | 1971 | 1981 | 1991 | 2013 |
| ---- | ---- | ---- | ---- | ---- | ---- | ---- |
| -    | -    | 112  | 91   | 70   | 51   | 13   |

|  |

### Répartition de la population par nationalités (1991)
En 1991, les 51 habitants du village étaient tous serbes.